# Поповкин, Евгений Ефимович

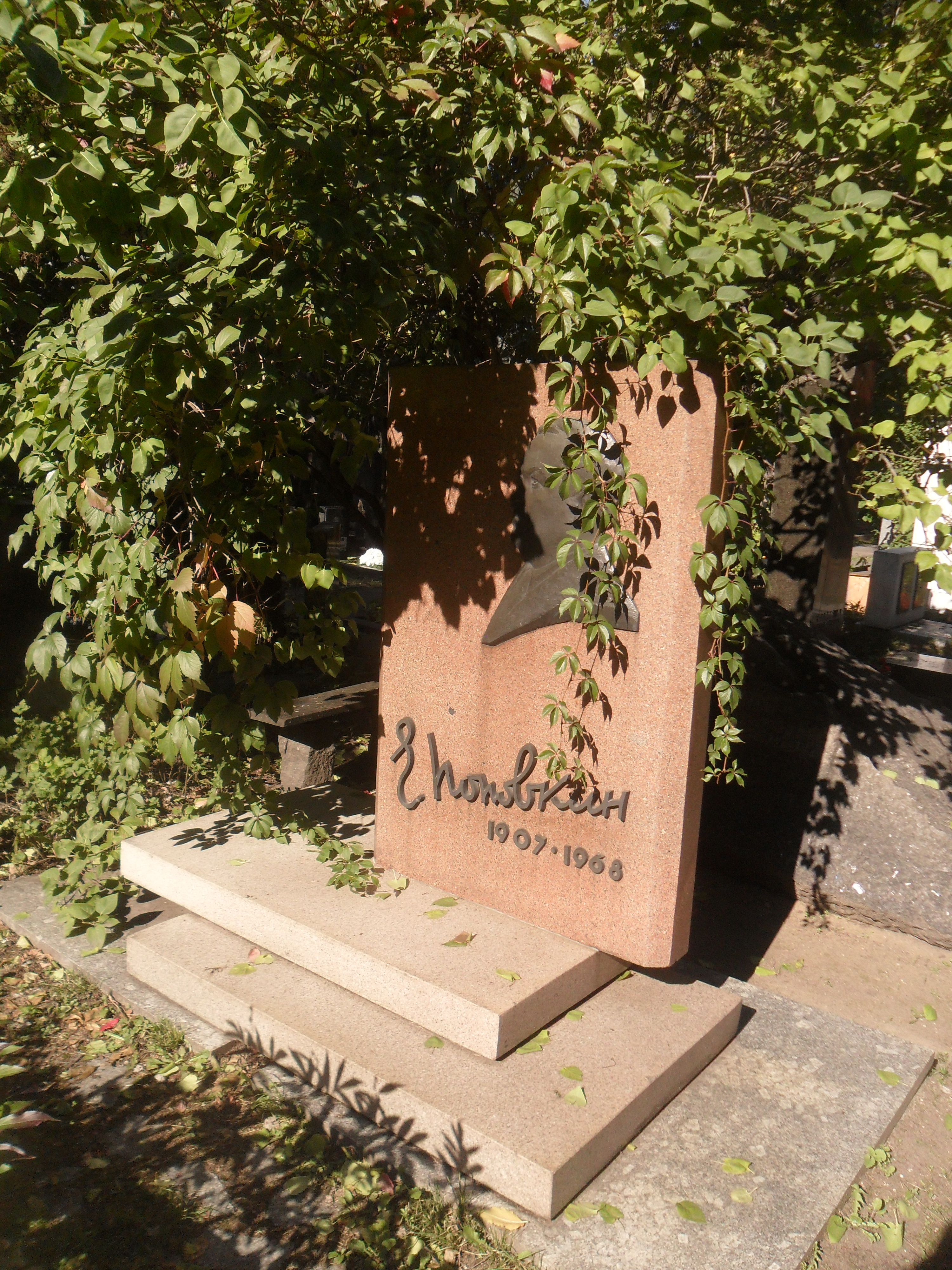
Могила Поповкина на Новодевичьем кладбище Москвы

Евге́ний Ефи́мович Попо́вкин (26 февраля [11 марта] 1907, Петроостров, Херсонская губерния — 15 февраля 1968, Москва, РСФСР, СССР) — русский советский писатель и журналист, военный корреспондент. Лауреат Сталинской премии третьей степени (1952).

## Биография
Родился 13 (26) февраля 1907 года в селе Петроостров, в семье сельского учителя. Участвовал в борьбе с кулаками. Был на комсомольской работе. В 1928—1931 годах учился на филологическом факультете МГУ. В 1929—1939 годах он на редакционной работе (в журнале «Коммунистическая революция», политотдельской газете «За большевистский колхоз» в Северо-Кавказском крае, газете «Молот» в Ростове-на-Дону). В 1939—1949 годы писатель служил в Красной армии — редактором отдела художественной литературы Воениздата, редактором армейской и окружной газеты, старшим инструктором ГлавПУРа.
Участник Великой Отечественной войны: с июня 1942 года — ответственный редактор армейской газеты «Мужество» 27-й армии.
Секретарь Крымского областного отделения СП СССР. В 1951 году избран депутатом Крымского областного Совета депутатов трудящихся.
В 1958—1968 годах — главный редактор журнала «Москва». Во время его руководства (1966—1967) в журнале был напечатан роман М. А. Булгакова «Мастер и Маргарита» — впервые в СССР. По словам Бенедикта Сарнова, принёсшей рукопись в редакцию Е. С. Булгаковой Поповкин сказал, что напечатать этот роман нет никакой возможности, но при этом он понимает, что это его единственный шанс остаться в истории литературы.
Умер 15 февраля 1968 года. Похоронен на Новодевичьем кладбище (участок № 7).

## Творчество
Печатался с 1923 года. В 1931—1935 годах издал несколько брошюр об опыте партийной работы («На боевом посту», 1935 и др.). Автор повести «Большой разлив» (1940, роман того же названия, 1955) об организации колхозов на Дону, романов «Семья Рубанюк» (1947—1950) о борьбе украинского народа с фашистскими оккупантами, «Таврида» (1968), путевых очерков («Чехословацкие впечатления» (1956), «На древней земле Эллады» (1957), «Несентиментальное путешествие» (1963), «В дороге и дома. Путевые зарисовки» (1964), рассказов «Как выбирали Катерину» (1967) и др.

## Награды и премии
- Сталинская премия третьей степени (1952) — за роман «Семья Рубанюк» (1947—1950);
- два ордена Трудового Красного Знамени (26.2.1957; 4.3.1967);
- орден Красной Звезды (4.10.1943);
- медали.

## Память
Именем Поповкина названа улица в Симферополе в ознаменование его деятельности в писательской организации Крыма.